# Керр, Уорик
Уорик Эстевам Керр (9 сентября 1922, муниципалитет Сантана-ди-Парнаиба, Сан-Паулу, Бразилия — 15 сентября 2018) — бразильский сельскохозяйственный инженер, генетик, энтомолог, профессор и научный руководитель, известный своими открытиями в области генетики и методики определения гетерогаметного пола у пчёл. Создатель африканизированных пчёл в западном полушарии, которые являются прямыми потомками 26 танзанийских королевских пчёл (A. m. adansonii) и которые были случайно выпущены пасечником, открывшим в 1957 году заслонки на опытной пасеке Керра около Уберландии, штат Минас-Жерайс, на юго-востоке Бразилии. Пчёлы были выведены Керром путём скрещивания медоносных пчёл Европы и Южной Африки.

## Биография
Родился в 1922 году, происходит из американской семьи, имеющей шотландские корни. В 1925 году вместе с семьёй переехал в Пипарома-де-Бом-Жезуш. Окончил сельскохозяйственный факультет университета Сан-Паулу, получив диплом сельскохозяйственного инженера. В Парасикабе получил докторскую степень, в 1951 году окончил постдокторантуру при Калифорнийском университете в Дэвисе, а в 1952 — при Колумбийском университете. В 1958 году по просьбе профессора Диаса да Силвейры занимался организацией кафедры биологии в Faculdade de Ciências de Rio Claro, недавно основанном государственном университете в городе штата Сан-Паулу Риу-Клару, где работал до 1964 года. Именно в это время им были проведены основные исследования в области генетики пчёл, его основной специальности. В декабре 1964 года стал полным профессором генетики университета Сан-Паулу и проводил множество исследований в области генетики человека и сельскохозяйственных животных. Является одним из пионеров в области использования компьютеров в биологии.
С марта 1975 по апрель 1979 года Керр был директором Национального института исследований Амазонии в Манаусе. В январе 1981 года ушёл из института Сан-Паулу, став профессором университета в Сан-Луисе, штат Мараньян, где создал кафедру биологии, а в феврале 1988 года стал профессором генетики Федерального университета Уберландии.
На всех этих должностях никогда не прекращал изучения Meliponini — трибы настоящих пчёл, генетика которых была и оставалась основной областью его научных интересов. Известен выведением гибрида африканской и итальянской пчелы. Это принесло ему сомнительную славу, поскольку распространение нового вида вышло из-под контроля и привело к гибели многих сотен людей на Американском континенте из-за нападений «пчел-убийц». Имеет 620 публикаций и несколько научных наград.
Иностранный член Национальной академии наук США (1990).